# Bérénice Fulchiron
Pour les articles homonymes, voir Fulchiron.
Bérénice Fulchiron, née le 17 février 2000 à Die, est une athlète française.

## Carrière
Bérénice Fulchiron est sacrée championne de France du 3 000 mètres en salle en 2020 à Liévin.